# Papaver umbonatum
Papaver umbonatum är en vallmoväxtart som beskrevs av Pierre Edmond Boissier. Papaver umbonatum ingår i släktet vallmor, och familjen vallmoväxter. Inga underarter finns listade i Catalogue of Life.

## Bildgalleri

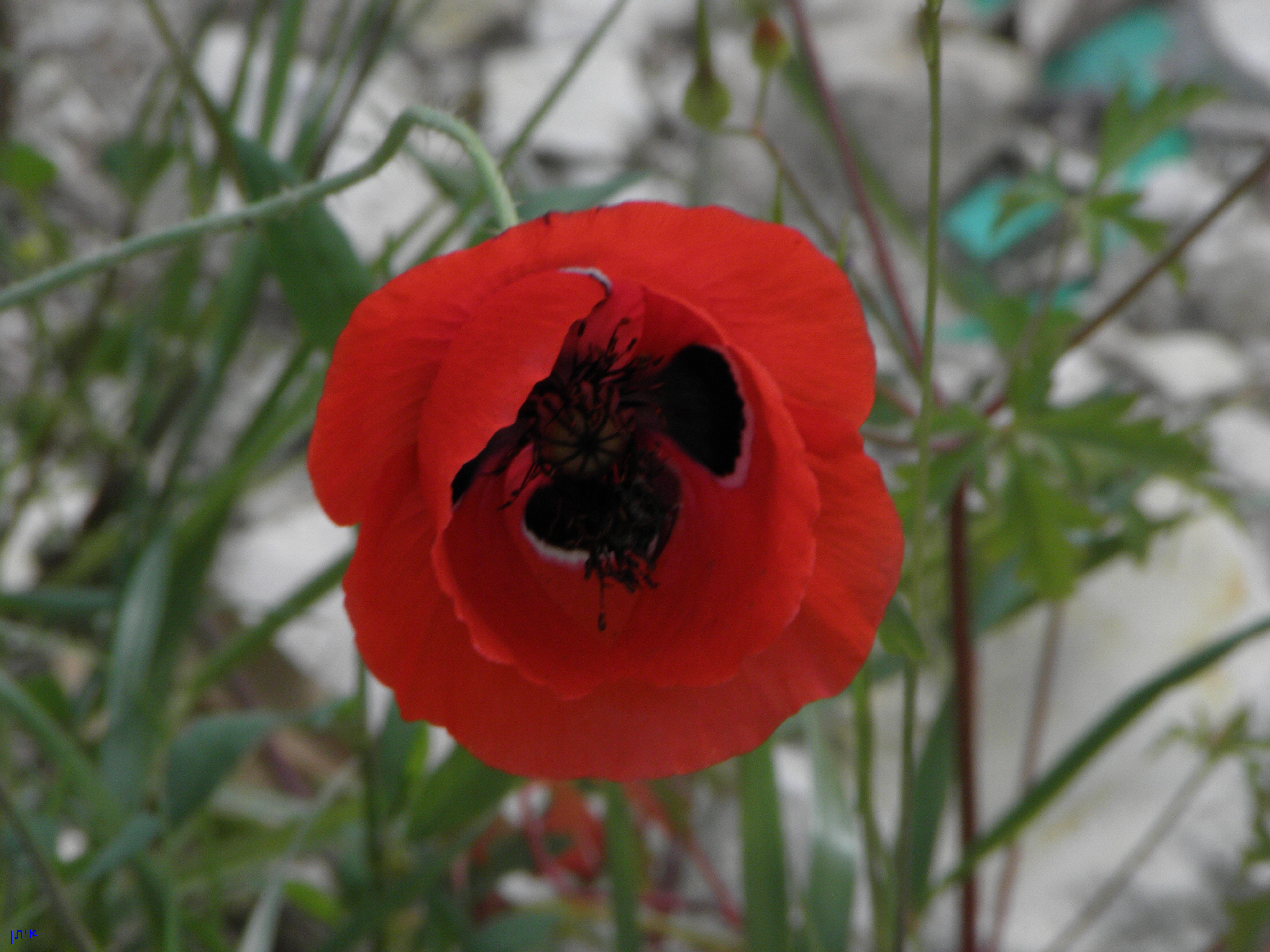
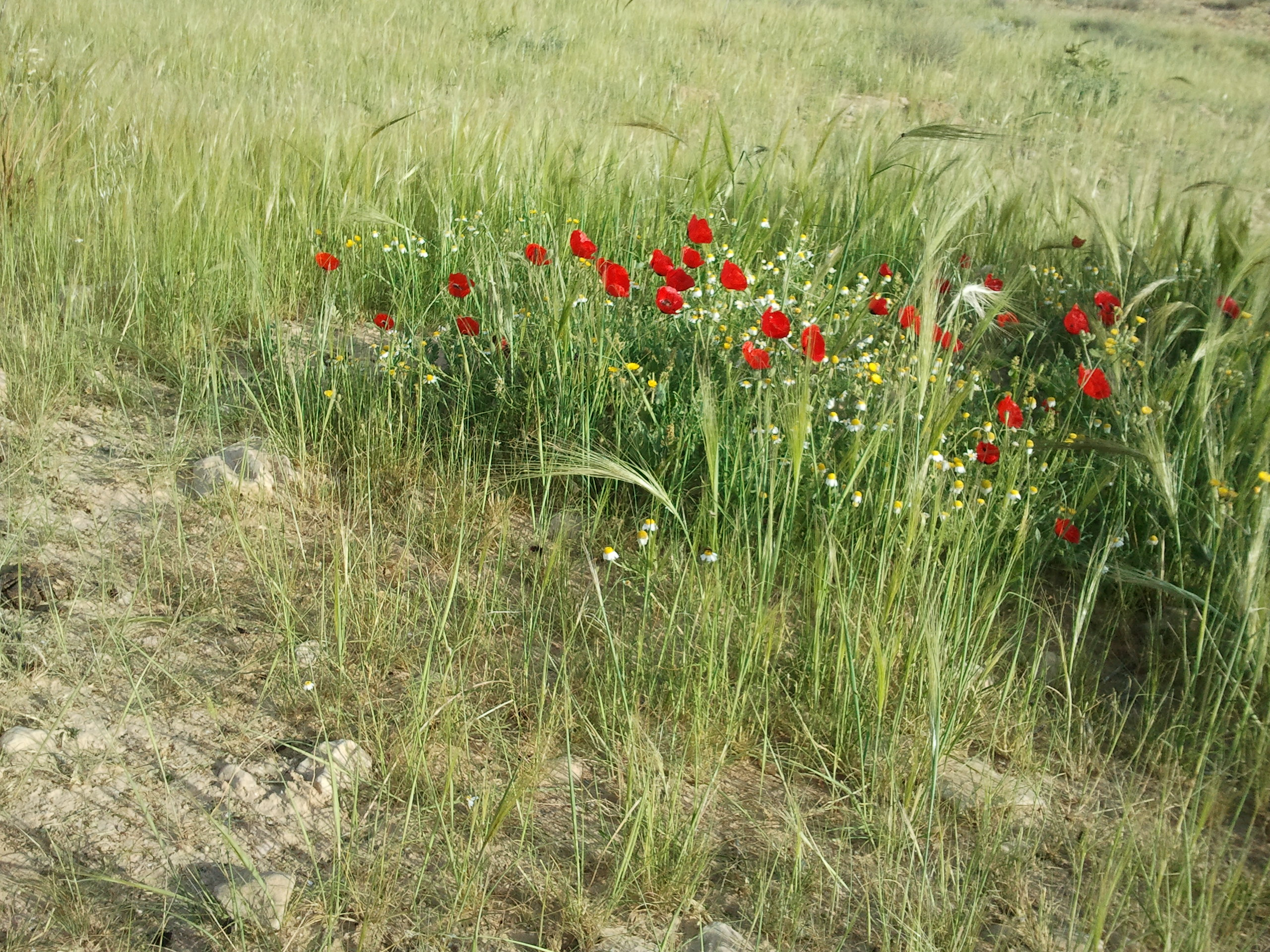
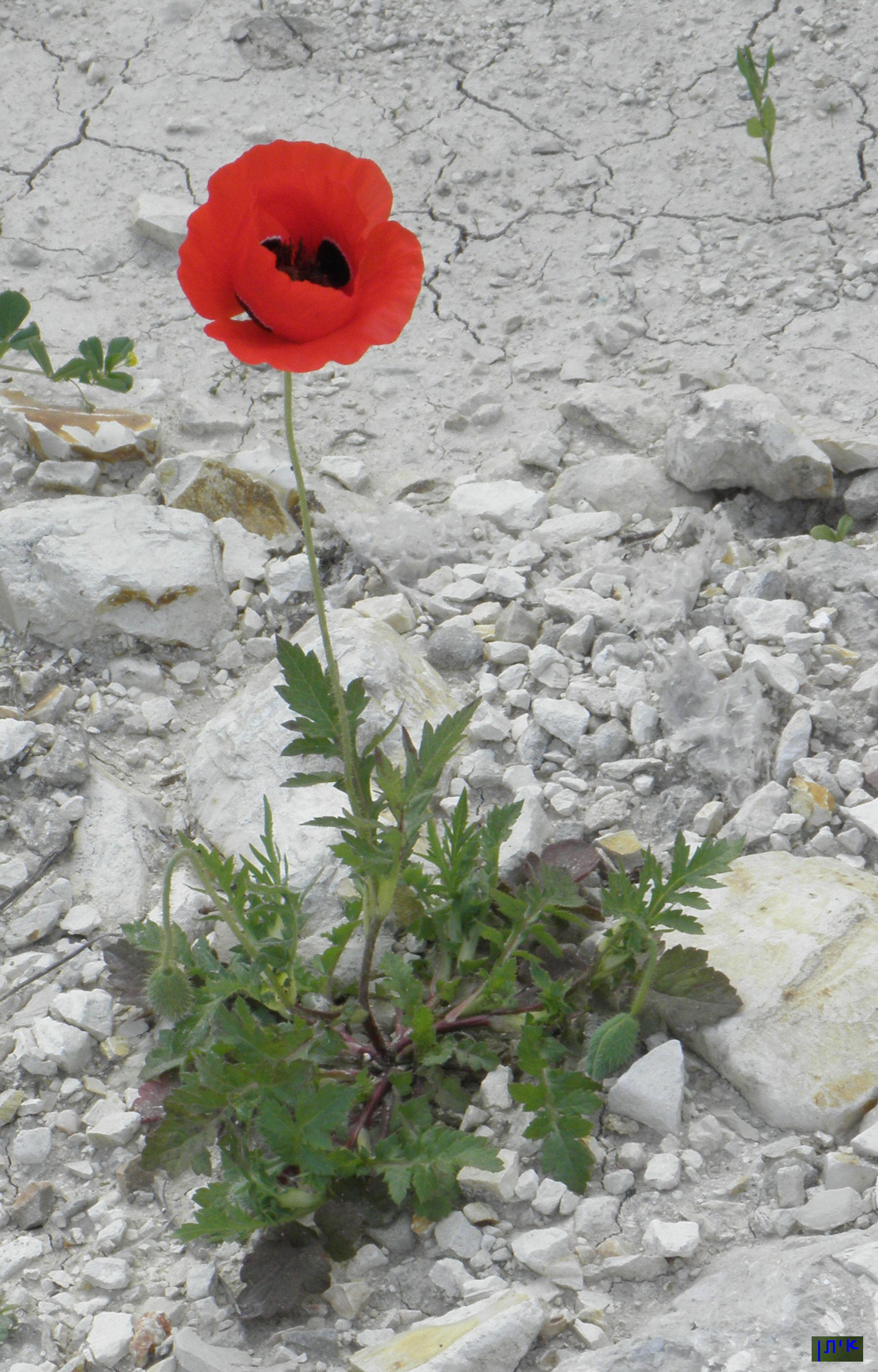
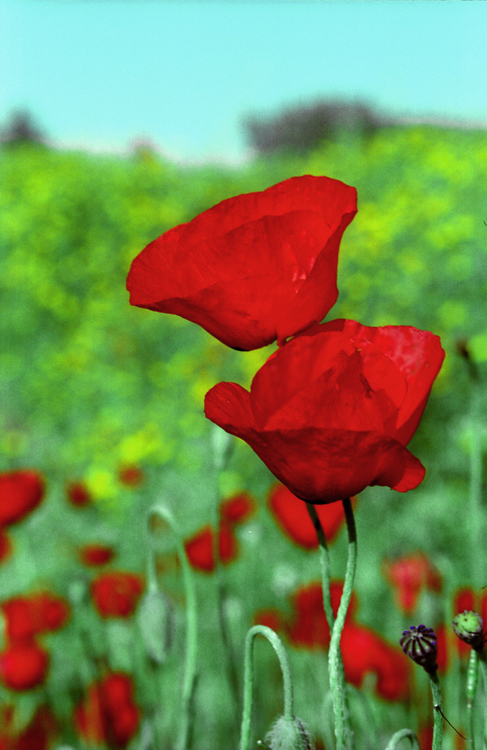
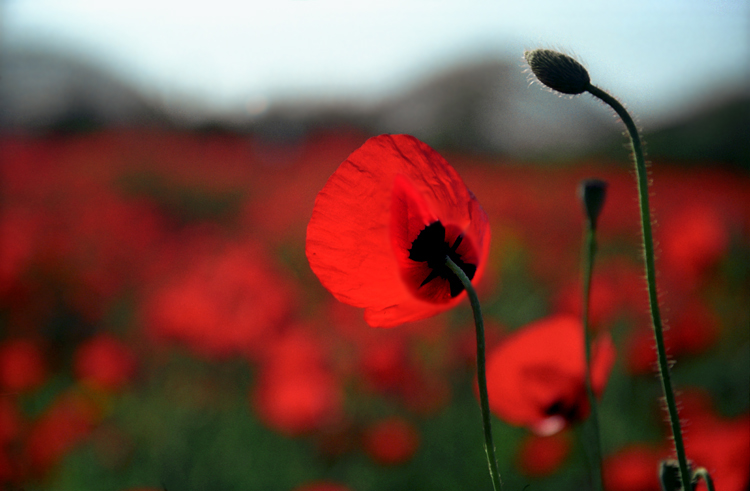
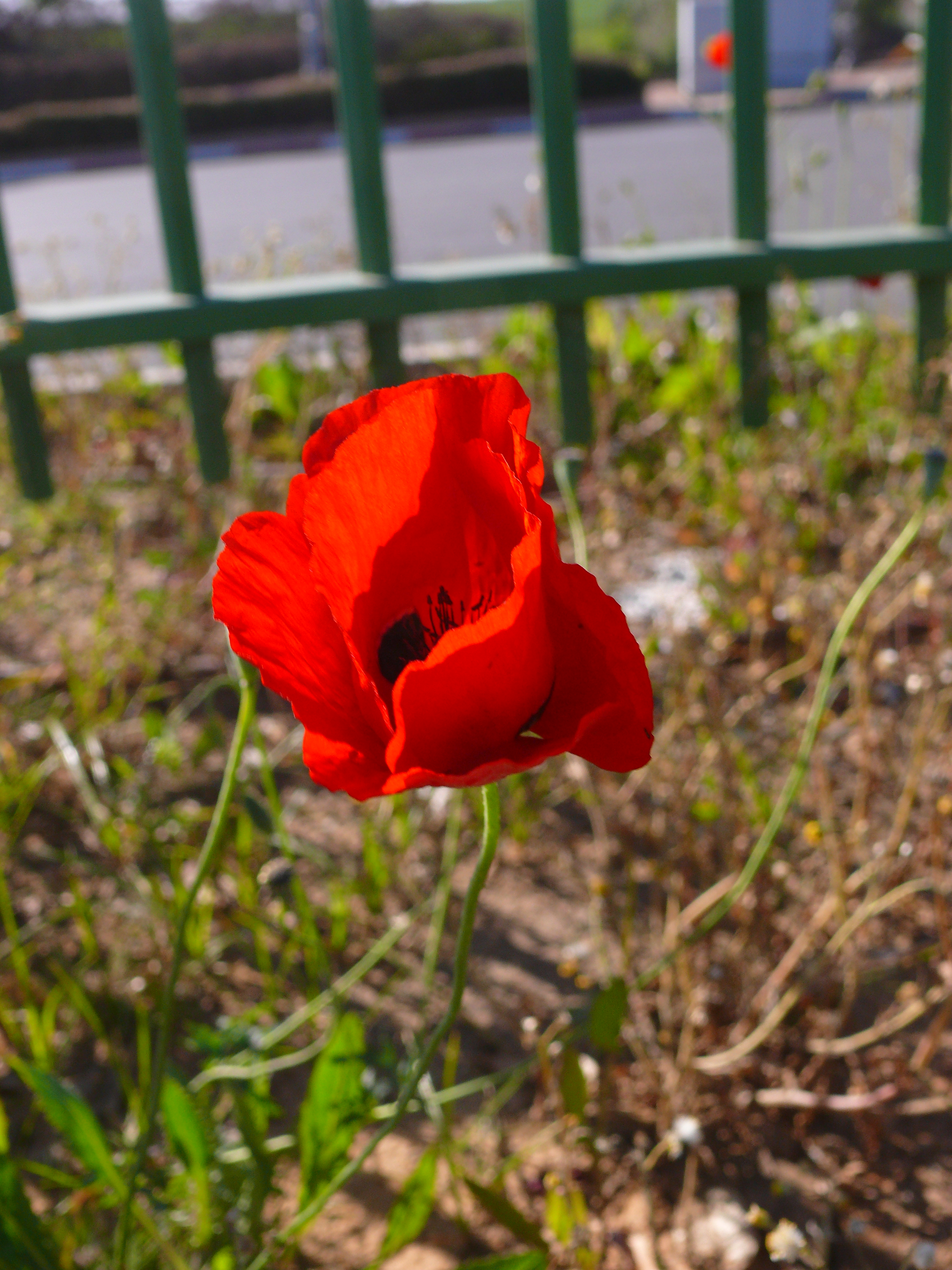